# Otte Thygesen Brahe
Otte Thygesen Brahe, född den 2 oktober 1518 på Tosterup, död den 9 maj 1571 på Helsingborgs slott, var en skånsk adelsman och danskt riksråd, son till Thyge Axelsen Brahe (död 1523) och Sophie Rud.
Han fick tillsammans med brodern Jørgen Thygesen Brahe förläningen Stora Köpinge i Skåne. 1544–55 innehade han Gladsax län. 1548 följde han hertig Fredrik till Norge som marskalk. 1555–67 var han lensmand på Aalborg.
I april 1563 blev han riksråd. Samma år blev han till följd av kriget proviantmästare och fick tillsammans med tre andra riksråd ansvar för tillsynen på Jylland. Då han 1567 bytte ut Aalborg mot Helsingborgs län, som han behöll till sin död, kom han i närheten av krigsskådeplatsen och kom därefter att spela en aktiv roll i krigsbegivenheterna.
För att understödja Daniel Rantzau på dennes tåg in i Sverige sändes han på hösten 1567 i spetsen för en större styrka till Småland, dit han anlände den 1 december och utfärdade en proklamation till befolkningen, men få dagar efteråt måste han hastigt dra sig tillbaka över gränsen, tvingad till detta av ett myteri bland sina egna soldater.
1569 överläts åt Brahe, Jørgen Bille och Steen Clausen Bille att ha uppsyn över den skånska gränsens försvar. Den fred, som slöts påföljande år, kom Brahe inte länge att ha glädje av, då han dog strax därefter. Han blev begraven i Kågeröds kyrka vid Knutstorp, det gods, som han ägde och bebodde.
Brahe gifte sig den 23 november 1544 med Beate Clausdatter Bille, och med henne fick han flera barn, däribland sönerna Jørgen, Steen och Thyge, som föräldrarna överlämnade til Ottes bror Jørgen, som levde i ett barnlöst äktenskap med sin hustru Inger Oxe, syster till Peder Oxe.